# Swedish Open 2011
Die Swedish Open 2011 waren ein Tennisturnier der WTA Tour 2011 für Damen und ein Tennisturnier der ATP World Tour 2011 für Herren in Båstad. Das Damenturnier fand vom 4. bis 9. Juli 2011, das Herrenturnier eine Woche darauf, vom 11. bis 17. Juli 2011 statt.

## Herrenturnier
→ Qualifikation: SkiStar Swedish Open 2011/Qualifikation

## Damenturnier
→ Qualifikation: Collector Swedish Open 2011/Qualifikation